# Panturichthys mauritanicus
Panturichthys mauritanicus is een straalvinnige vissensoort uit de familie van modderalen (Heterenchelyidae). De wetenschappelijke naam van de soort is voor het eerst geldig gepubliceerd in 1913 door Pellegrin.